# Lucius Benedict Peck

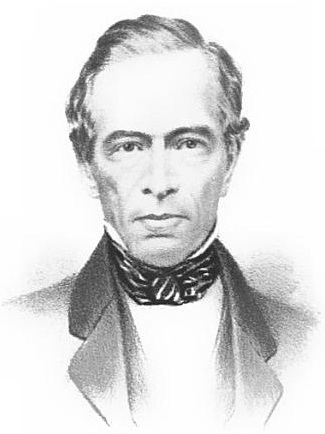
Lucius Benedict Peck

Lucius Benedict Peck (* 17. November 1802 in Waterbury, Vermont; † 28. Dezember 1866 in Lowell, Massachusetts) war ein US-amerikanischer Jurist und Politiker. Zwischen 1847 und 1851 vertrat er den vierten Wahlbezirk des Bundesstaates Vermont im US-Repräsentantenhaus.

## Werdegang
Lucius Peck erhielt eine gute Schulausbildung. Zwischen 1823 und 1824 besuchte er die US-Militärakademie in West Point. Allerdings musste er dort sein Studium krankheitsbedingt abbrechen. Nach einem Jurastudium in Montpelier und seiner 1825 erfolgten Zulassung als Rechtsanwalt begann er in Barre in diesem Beruf zu arbeiten. Peck wurde auch erster Sheriff im Washington County und war Brigadegeneral der Staatsmiliz.
Peck wurde Mitglied der Demokratischen Partei. Im Jahr 1831 wurde er in das Repräsentantenhaus von Vermont gewählt. 1832 verlegte er seinen Wohnsitz und seine Anwaltskanzlei nach Montpelier. Im Jahr 1839 gehörte er einer Kommission zur Überarbeitung der Gesetze seines Staates an. Bei den Kongresswahlen des Jahres 1846 wurde er im vierten Distrikt von Vermont in das US-Repräsentantenhaus in Washington, D.C. gewählt, wo er am 4. März 1847 die Nachfolge von Paul Dillingham antrat. Nach einer Wiederwahl im Jahr 1848 konnte er bis zum 3. März 1851 zwei Legislaturperioden im Kongress absolvieren. Seit 1849 war er Vorsitzender des Handwerkerausschusses (Committee on Manufacturers). In seine Zeit im Kongress fielen das Ende des Mexikanisch-Amerikanischen Krieges und die durch den Friedensschluss möglich gemachte beträchtliche Erweiterung des Staatsgebiets der USA im Südwesten und Westen des Landes.
Im Jahr 1850 verzichtete Peck auf eine weitere Kandidatur für den Kongress. Stattdessen bewarb er sich erfolglos um das Amt des Gouverneurs von Vermont. Danach arbeitete er wieder als Anwalt. Im Jahr 1852 war er Delegierter zur Democratic National Convention in Baltimore, auf der Franklin Pierce als Präsidentschaftskandidat der Partei nominiert wurde. Zwischen 1853 und 1857 war Peck Bundesstaatsanwalt für den Distrikt von Vermont. Seit 1858 war er für die Eisenbahngesellschaft Vermont and Canada Railroad tätig, deren Präsident er 1859 wurde. Dieses Amt bekleidete er bis zu seinem Tod im Jahr 1866. Lucius Peck war seit 1832 mit Martha Day verheiratet, das Paar hatte eine Tochter.